# Eliyahu Bakshi-Doron
Eliyahu Bakshi-Doron (Jerusalén, 1941 - Ibidem, 12 de abril de 2020) fue un rabino israelí que sirvió como Rishon LeZion (Gran Rabino de Israel) de 1993 a 2003. Antes de eso, se desempeñó como rabino jefe sefardí de Bat Yam desde 1972, y rabino jefe sefardí de Haifa desde 1972 hasta 1990. 
Fue criticado por los líderes haredi por algunas de sus decisiones halájicas (legales judías), y por el movimiento reformista por su posición sobre la asimilación. 

## Biografía
Eliyahu Bakshi-Doron nació en Jerusalén, en ese entonces bajo mandato británico, de un padre nativo, Ben-Zion Bakshi-Doron, y Tova, un inmigrante de Alepo, Siria. Tenía un hermano mayor, un hermano menor y una hermana. De joven, Eliyahu estudió en varias yeshivas prominentes del movimiento sionista religioso. Continuó su educación en Yeshivat HaDarom, Chevron Yeshiva y Kol Ya'akov. 
Se casó con Esther, hija del que fue rabino jefe de Acre, Shalom Lopes, con quien tuvo diez hijos. Ella murió en 2005.
Bakshi-Doron murió a los setenta y nueve años el 12 de abril de 2020 en el Centro Médico Shaare Zedek, después de contraer el  COVID-19 causado por el virus del SARS-CoV-2 durante la pandemia de coronavirus de 2020 en Israel. Su condición fue exacerbada por problemas médicos previos.

## Carrera rabínica
En 1970, comenzó su carrera rabínica en los barrios de Ramat Nasi y Ramat Yosef en la ciudad costera de Bat Yam, Israel. Fue nombrado rabino jefe sefardí de la ciudad en 1972 y en 1975, en la ciudad más grande de Haifa, donde permaneció durante 18 años. 

### Rabino Jefe
En 1993, se convirtió en el primer Rishon LeZion (Gran Rabino de Israel) de extracción no iraquí desde el rabino Ben-Zion Meir Hai Uziel en 1954. Cumplió su mandato simultáneamente con su homólogo Ashkenazi, el rabino Israel Meir Lau . 
En un sermón de 1996, comparó el judaísmo reformista con el bíblico Zimri, quien fue asesinado por Phinehas por convivir con una mujer madianita. Bakshi-Doron descartó el alboroto resultante como un truco publicitario, diciendo que era "impensable" que alguien considerara su discurso como una incitación al asesinato.[cita requerida] En enero de 1999, declaró públicamente que el movimiento de Reforma había dañado a los judíos más que el Holocausto. Según el historiador del Holocausto Yehuda Bauer, en otros países su declaración podría considerarse incitación criminal y antisemitismo.
En 1998, se reunió con el clérigo turco musulmán Fethullah Gulen en Estambul, Turquía. En 2000, Bakshi-Doron y Lau llegaron a los titulares cuando se reunieron con el Papa Juan Pablo II. Más tarde fue visto como un precedente histórico que abrió el camino a la reunión de 2005 entre los principales rabinos Shlomo Amar y Yona Metzger con el nuevo Papa, Benedicto XVI. 
En 2000, mientras visitaba la comunidad judía en Singapur, declaró que estaba a favor de regalar partes de Jerusalén Oriental a los palestinos como una forma de poner fin al conflicto árabe-israelí. Estipuló que cualquier acuerdo tendría que permitir que el Monte del Templo permanezca bajo el control israelí.[cita requerida]

#### Controversia Shmita
En el año sabático de 2000, se vio envuelto en un desacuerdo con algunos de los principales rabinos en Israel. Para evitar las prohibiciones legales judías de shmita, en las que las tierras de cultivo deben permanecer en barbecho una vez cada siete años, algunos rabinos sefardíes y sionistas religiosos habían permitido el uso del Heter Mechira (contrato de venta de tierras), por el cual los agricultores podían vender simbólicamente su tierra a los no judíos para el año sabático, lo que les permite continuar la agricultura. Los permisos fueron atacados por el rabino Haredi Yosef Shalom Eliashiv. Bakshi-Doron y Lau, con el apoyo del ex Rishon LeZion Ovadia Yosef, dictaminaron que los permisos eran válidos. Cuando Bakshi-Doron dijo públicamente a los agricultores que podían confiar en las ventas, el periódico Haredi Yated Neeman comenzó a filtrar la noticia de que Eliashiv deslegitimaría a él y su familia en herem (excomunión) si se negaba a dar marcha atrás. Angustiado, Bakshi-Doron fue a reunirse con el presidente de Israel, Moshe Katsav, supuestamente en llanto. A pesar del apoyo abierto de Katsav y el primer ministro israelí Ehud Barak, Bakshi-Doron finalmente sucumbió a la presión de Eliashiv. Esto fue ampliamente visto por el campo religioso nacional como una rendición a los haredim.

#### Mayor alcance
El 21 de enero de 2002, participó en una conferencia interreligiosa en Alejandría, Egipto. Entre los presentes en la conferencia estaban el ex arzobispo de Canterbury, el Dr. George Carey, el rabino Michael Melchior, los muftíes de Belén y las fuerzas policiales de la Autoridad Palestina. Los asistentes emitieron un acuerdo conjunto llamado Primera Declaración de Alejandría de los líderes religiosos de Tierra Santa, en el que denunciaron la violencia en curso en el Medio Oriente. Aunque el acuerdo recibió el apoyo de Ariel Sharon y Yasser Arafat, tuvo poco efecto perceptible. Bakshi-Doron continuó participando en actividades interreligiosas y se sentó en la Junta de Líderes Religiosos Mundiales para el Instituto Interreligioso Elijah.
Más tarde, en 2002, acusó a Yasser Arafat de intentar cometer "un Holocausto contra el Estado de Israel".
 

En 2004, se pronunció a favor de la introducción del matrimonio civil en Israel, diciendo que la ley que somete a los miembros de los diferentes Millets a las respectivas autoridades religiosas se había vuelto irrelevante, y ahora era una fuente de división y odio.
 Recibió atención en enero de 2005 por asistir al primer Congreso Mundial de Imanes y Rabinos por la Paz en Bruselas, Bélgica. El Congreso estaba compuesto por unos 180 representantes religiosos, autoridades y académicos judíos y musulmanes notables de todo el mundo. Lanzaron una declaración pidiendo la promoción de la paz y el entendimiento entre judíos y musulmanes.[cita requerida]
En agosto de 2005, Bakshi-Doron, junto con los rabinos ortodoxos modernos Norman Lamm y Aharon Lichtenstein, condenó los llamados de otros rabinos prominentes para que los soldados de las Fuerzas de Defensa israelíes desobedecieran sus órdenes de desmantelar asentamientos judíos como parte de la retirada de Gaza.[cita requerida]
La decisión de Bakshi-Doron de 1993 de que "las mujeres pueden ser de los Gedolim (grandes líderes) de la generación y servir como decisores halájicos" atrajo la atención a la luz de la controversia sobre el nombramiento de mujeres para puestos de clérigos en congregaciones ortodoxas. Pero en una carta al Consejo Rabínico de América, fechada el 23 de junio de 2015, aclaró su opinión de que las mujeres no podían tomar posiciones oficiales.

## Condena
Fue acusado en 2012 por su participación en "el caso de los rabinos", en el que fue acusado de emitir falsas ordenaciones rabínicas y certificados de educación yeshiva a 1.500 policías y empleados de servicios de seguridad durante su mandato como rabino jefe. Las ordenaciones, equivalentes a una educación superior en la escala salarial de los empleados públicos de Israel, dieron derecho a los beneficiarios a bonos de NIS 2,000–4,000, luego valorados en $ 530– $ 1060 adicionales por mes. Como resultado, el gobierno pagó cientos de millones de shekels sin justificación. Bakshi-Doron fue declarado culpable de fraude y abuso de confianza el 15 de mayo de 2017 por el Tribunal de Distrito de Jerusalén por su participación en la estafa. Fue sentenciado a un año de libertad condicional y una multa de NIS 250,000.

## Trabajos publicados
- Binyan Av, responsa